# 第43回全国高等学校ラグビーフットボール大会
第43回全国高等学校ラグビーフットボール大会（だい43かいぜんこくこうとうがっこうラグビーフットボールたいかい）は、1964年（昭和39年）1月1日から9日まで近鉄花園ラグビー場で行われた全国高等学校ラグビーフットボール大会である。優勝校は、東京都の保善高校（4回目の優勝)。

## 概要
- 今大会で定時制の高校（天理定時制）が初めて出場した。

## 日程
- 1月1日 1回戦
- 1月3日 2回戦
- 1月5日 準々決勝
- 1月7日 準決勝
- 1月9日 決勝

## 出場校
- 北北海道 北見北斗 （10年連続14回目）
- 南北海道 芦別 （5年ぶり4回目）
- 東奥羽 盛岡工（岩手県） （14年連続14回目）
- 西奥羽 秋田工（秋田県） （2年ぶり29回目）
- 南東北 佐沼（宮城県） （2年連続2回目）
- 東関東 水戸農（茨城県） （2年連続8回目）
- 北関東 熊谷商工（埼玉県） （2年連続3回目）
- 南関東 千葉工（千葉県）  （3年連続4回目）
- 東京都 京王 （4年連続5回目）
- 東京都 保善 （11年連続15回目）
- 神奈川 慶應 （12年連続22回目）
- 北陸 富山工（富山県）  （2年連続4回目）
- 東中部 沼津商（静岡県） （2年ぶり4回目）
- 愛知 西陵商 （2年連続7回目）
- 三岐 岐阜工（岐阜県） （3年ぶり3回目）
- 京滋 鴨沂（京都府） （初出場）

- 大阪府 四条畷 （3年ぶり7回目）
- 大阪府 淀川工 （6年ぶり4回目）
- 兵庫 報徳学園 （7年ぶり2回目）
- 奈良 天理定時 （初出場）
- 和歌山 熊野 （2年連続2回目）
- 東中国 広島工（広島県） （初出場）
- 西中国 山口農（山口県） （3年連続3回目）
- 北四国 新田（愛媛県） （7年連続8回目）
- 南四国 美馬商工（徳島県） （2年連続2回目）
- 福岡県 小倉工 （初出場）
- 福岡県 福岡工 （4年連続8回目）
- 西九州 竜谷（佐賀県） （4年ぶり3回目）
- 熊本 熊本工 （13年連続14回目）
- 大分 上野丘 （8年ぶり5回目）
- 南九州 都城工（宮崎県） （初出場）
- 前年度優勝校:天理（奈良県） （9年連続21回目）

## 試合時間
全試合25分ハーフ。同点の場合は抽選にて次回進出校を決める。

## 試合

### 1回戦
- 報徳学園 24 - 3 沼津商
- 盛岡工 25 - 0 淀川工
- 上野丘 14 - 12 佐沼
- 新田 10 - 0 北見北斗
- 福岡工 11 - 3 富山工
- 保善 11 - 0 天理定時
- 都城工 5 - 5 芦別（抽選で都城工が勝ち抜け）
- 美馬商工 17 - 3 千葉工

- 岐阜工 32 - 0 熊野
- 京王 29 - 5 四条畷
- 熊谷商工 17 - 0 熊本工
- 山口農 10 - 8 西陵商
- 鴨沂 11 - 6 小倉工
- 慶應 26 - 0 竜谷
- 水戸農 10 - 0 広島工
- 秋田工 9 - 0 天理

### 2回戦
- 盛岡工 21 - 5 報徳学園
- 新田 28 - 0 上野丘
- 保善 11 - 0 福岡工
- 美馬商工 8 - 0 都城工

- 京王 30 - 0 岐阜工
- 山口農 11 - 3 熊谷商工
- 慶應 17 - 0 鴨沂
- 秋田工 36 - 0 水戸農

### 準々決勝
- 盛岡工 11 - 0 新田
- 保善 8 - 0 美馬商工

- 京王 6 - 0 山口農
- 慶應 8 - 8 秋田工（抽選で慶應が勝ち抜け）

### 準決勝
- 保善 5 - 3 盛岡工
- 京王 6 - 3 慶應

### 決勝
保善が2年ぶり4回目の優勝を果たした。
- 保善 6 - 3 京王